# Accusativus cum infinitivo
Der accusativus cum infinitivo (lateinisch = Akkusativ mit Infinitiv), auch abgekürzt mit AcI, ist eine Satzkonstruktion, die vor allem aus dem Lateinischen und Altgriechischen bekannt ist, aber auch in anderen Sprachen vorkommt.

## Latein
Ein AcI ist Objekt eines übergeordneten Verbs der Wahrnehmung, des Wissens oder des Sprechens (also eines „Kopfverbs“) (verba sentiendi et dicendi) oder bestimmter unpersönlicher Ausdrücke (constat – ‚es steht fest‘). 
Der Akkusativ des AcI wird bei der Übersetzung ins Deutsche meist als Subjekt eines Gliedsatzes mit der einleitenden Konjunktion dass wiedergegeben, der Infinitiv als dessen Prädikat. Ist der AcI vorzeitig, steht er im Infinitiv Perfekt, bei Gleichzeitigkeit im Infinitiv Präsens und bei Nachzeitigkeit im Infinitiv Futur. Ist das Subjekt im AcI gleich dem Subjekt des Matrixsatzes, kann als Subjektsakkusativ im AcI das Reflexivpronomen se stehen. Es muss mit den nichtreflexiven Personalpronomen er, sie oder es übersetzt werden.
Ein AcI kann auch als indirekte Rede übersetzt werden. Eine wörtliche Übersetzung ins Deutsche ist nur möglich bei Verben der sinnlichen Wahrnehmung.

### Beispiele
Ein bekanntes Beispiel ist das Cato zugeschriebene Zitat Ceterum censeo Carthaginem esse delendam.
Ceterum censeo bedeutet ‚im Übrigen bin ich der Meinung‘, Carthaginem ist der Akkusativ von Carthago und esse ein Infinitiv; delere bedeutet ‚zerstören‘, in der vorliegenden nd-Form ‚eine zu zerstörende (Stadt)‘. Also: ‚Im Übrigen bin ich der Meinung, dass Karthago zerstört werden muss‘. 
Ohne AcI: Gaius dicit: „Lucius multos amicos ad cenam invitat.“ – ‚Gaius sagt: „Lucius lädt viele Freunde zum Essen ein.“‘
Mit AcI: Gaius Lucium multos amicos ad cenam invitare dicit. – ‚Gaius sagt, Lucius lade viele Freunde zum Essen ein.‘ oder ‚Gaius sagt, dass Lucius viele Freunde zum Essen einlade.‘
Ohne AcI: Lucius videt: Amicus per aulam properat. – ‚Lucius sieht: Der Freund eilt durch den Hof.‘
Mit AcI: Lucius amicum per aulam properare videt. – ‚Lucius sieht, dass der Freund durch den Hof eilt.‘, ‚Lucius sieht, wie der Freund durch den Hof eilt.‘ (oder ‚Lucius sieht den Freund durch den Hof eilen.‘, wobei die AcI-Konstruktion im Deutschen beibehalten wird)

Ohne AcI: Consul putat: Populus Romanus senatoribus fidem habet. – ‚Der Konsul glaubt: Das römische Volk hat zu den Senatoren Vertrauen.‘
Mit AcI: Consul populum Romanum senatoribus fidem habere putat. – ‚Der Konsul glaubt, dass das römische Volk Vertrauen zu den Senatoren habe.‘
Doppeldeutiger AcI: Aio te Romanos vincere posse. – Entweder ‚Ich sage, dass du die Römer besiegen kannst‘ oder ‚Ich sage, dass dich die Römer besiegen können‘; Worte der Pythia an Pyrrhus (überliefert von Quintus Ennius)

## Altgriechisch
Im Altgriechischen ist dies ähnlich. Allerdings wird hier der AcI gewöhnlich nur verwendet, wenn sein Subjekt unterschiedlich zum Subjekt des übergeordneten Prädikates ist.
Sollte dies nicht der Fall sein, wird in der Regel der einfache Infinitiv gesetzt:

Mit AcI: νομίζω σε εἰδέναι (lateinisch puto te scire) ‚Ich glaube, dass du weißt.‘
Ohne AcI: νομίζω εἰδέναι (lateinisch puto me scire) ‚Ich glaube, dass ich weiß‘ (oder: ‚… zu wissen‘).

Der AcI steht im Griechischen nach Verben des Sagens und Meinens, Begehrens und Wünschens, Könnens und Wollens (als Objekt) und nach unpersönlichen Ausdrücken (als Subjekt).

### Weitere Beispiele
Ἐν τοῖς φαύλοις φιλίαν γίγνεσθαι οὐκ ἔξεστιν. ‚Dass unter den Schlechten Freundschaft entsteht, ist nicht möglich.‘

## Deutsch
Auch im Deutschen lässt sich die AcI-Konstruktion verwenden, wenn auch nicht so häufig wie im Lateinischen.  Vor allem nach einigen Verben der Wahrnehmung (hören, sehen, fühlen, spüren aber nicht schauen, beobachten, zuhören, tasten) kommt oft ein vergleichbarer Satzbau vor: Der Satz „Ich höre den Wind pfeifen“ ist gleichbedeutend mit „Ich höre, wie der Wind pfeift“. Dabei steht „den Wind“ im Akkusativ, und „pfeifen“ ist ein Infinitiv, der als Prädikat zu „Wind“ fungiert.
- „Ich habe das kommen sehen. Ich habe vorausgesehen, dass das kommen wird.“
- Ebenso ein AcI ist die Berliner Redensart „... ick hör dir trapsen.“
- Auch beim Verb lassen steht nicht selten ein AcI mit Applikativ-Bedeutung: „Heute können wir unsere Drachen steigen lassen“.

„Er lässt seine Nervosität nicht  erkennen.“ zeigt gewissermaßen 'einen halben' AcI. Als kompletter AcI sieht dies dann so aus: „Er lässt niemanden erkennen, wie nervös er ist.“

## Englisch
Auch im Englischen kann der AcI nach Verben der Wahrnehmung und des Wollens verwendet werden: 
- I saw her go. (‚Ich sah sie gehen.‘ bzw. ‚Ich sah, dass sie ging.‘) – her steht hier in der Objektsform.
- I would like him to know … (‚Ich möchte, dass er weiß …‘) – him steht hier in der Objektsform.

Weiterhin kommt er in  Kausativsätzen vor: 
- That always makes me blink. (‚Das macht mich immer blinzeln.‘ (veraltet) bzw. ‚Das führt immer dazu, dass ich blinzle.‘)
- The guard let her pass. (‚Die Wache ließ sie vorbeigehen.‘)
- You make me feel alright. (Nur unzureichend genau übersetzbar: ‚Du bewirkst, dass ich mich wohlfühle. Mit oder bei oder wegen dir fühle ich mich wohl‘)

Der englische AcI kann – je nach Valenz des Hauptverbs – entweder mit dem „full infinitive“ (to go) oder mit dem „bare infinitive“ (go) gebildet werden. Bei manchen Verben muss hier zwischen Aktiv und Passiv unterschieden werden.  Man vergleiche:
- I heard her say … (aktiv: ‚Ich hörte, wie sie sagte …‘)
- She was heard to say … (passiv: ‚Es wurde gehört, wie sie sagte …‘) – in diesem Falle liegt kein Objektkasus mehr vor, es handelt sich somit nicht um einen AcI.

## Spanisch
Die romanischen Sprachen kennen ebenfalls diese aus dem Lateinischen überkommene Form. Etwa das Spanische:
- Esto me hace reír. (‚Dies bringt mich zum Lachen.‘)
- Me haces sentirme bien. (Nur unzureichend genau übersetzbar: ‚Du bewirkst, dass ich mich wohlfühle.‘ bzw. ‚Bei dir fühle ich mich gut.‘)